# Discografia degli Young Guns
La discografia degli Young Guns, gruppo musicale britannico in attività dal 2005, si compone di quattro album in studio tutti classificati nel Regno Unito, un EP e diversi singoli, alcuni dei quali hanno ottenuto notorietà anche oltreoceano.

## Album in studio
| Anno | Titolo                                                                                     | Classifiche | Classifiche    | Classifiche  |
| Anno | Titolo                                                                                     | UK Rock     | UK Independent | US Hard rock |
| ---- | ------------------------------------------------------------------------------------------ | ----------- | -------------- | ------------ |
| 2010 | All Our Kings Are Dead - Pubblicato: 12 luglio - Etichetta: Live Forever                   | 43          | 3              | 3            |
| 2012 | Bones - Pubblicato: 6 febbraio - Etichetta: Live Forever, Wind-up Records, PIAS Recordings | 19          | 3              | 2            |
| 2015 | Ones and Zeroes - Pubblicato: 8 giugno - Etichetta: Wind-up Records, EMI/Virgin Records    | 21          | —              | 2            |
| 2016 | Echoes - Pubblicato: 16 settembre - Etichetta: Wind-up Records                             | 40          | —              | —            |

## Extended play
| Anno | Titolo                                                    |
| ---- | --------------------------------------------------------- |
| 2009 | Mirrors - Pubblicato: 22 giugno - Etichetta: Live Forever |

## Singoli
| Anno | Titolo               | Classifiche | Classifiche | Classifiche | Album di provenienza   |
| Anno | Titolo               | UK Rock     | UK Ind.     | US Main.    | Album di provenienza   |
| ---- | -------------------- | ----------- | ----------- | ----------- | ---------------------- |
| 2009 | Weight of the World  | —           | —           | —           | Mirrors                |
| 2010 | Winter Kiss          | —           | —           | —           | All Our Kings Are Dead |
| 2010 | Sons of Apathy       | —           | —           | —           | All Our Kings Are Dead |
| 2010 | Crystal Clear        | 9           | —           | —           | All Our Kings Are Dead |
| 2010 | Weight of the World  | 27          | —           | —           | All Our Kings Are Dead |
| 2011 | Stitches             | —           | —           | —           | All Our Kings Are Dead |
| 2011 | Learn My Lesson      | —           | —           | —           | Bones                  |
| 2012 | Bones                | 2           | 14          | 1           | Bones                  |
| 2012 | Dearly Departed      | —           | —           | —           | Bones                  |
| 2012 | Towers (On My Way)   | —           | —           | 31          | Bones                  |
| 2012 | You Are Not (Lonely) | —           | —           | 33          | Bones                  |
| 2014 | I Want Out           | —           | —           | 16          | Ones and Zeroes        |
| 2015 | Speaking in Tongues  | —           | —           | —           | Ones and Zeroes        |
| 2015 | Rising Up            | —           | —           | —           | Ones and Zeroes        |
| 2015 | Daylight             | —           | —           | —           | Ones and Zeroes        |
| 2015 | Infinity             | —           | —           | —           | Ones and Zeroes        |
| 2016 | Bulletproof          | —           | —           | —           | Echoes                 |
| 2016 | Mad World            | —           | —           | —           | Echoes                 |

## Video musicali
- 2009 – In the Night
- 2009 – Weight of the World
- 2010 – Winter Kiss
- 2010 – Sons of Apathy
- 2010 – Crystal Clear
- 2010 – Weight of the World
- 2011 – Stitches
- 2011 – Learn My Lesson
- 2012 – Brother in Arms
- 2013 – Bones
- 2013 – Dearly Departed
- 2013 – Towers (On My Way)
- 2013 – You Are Not (Lonely)
- 2014 – I Want Out
- 2015 – Speaking in Tonges
- 2015 – Daylight
- 2015 – Rising Up
- 2015 – Ones and Zeros
- 2016 – Bulletproof
- 2016 – Mad World